# Notropis texanus
Notropis texanus är en fiskart som först beskrevs av Charles Frédéric Girard, 1856.  Notropis texanus ingår i släktet Notropis och familjen karpfiskar. Inga underarter finns listade i Catalogue of Life.